# وینسنت مارتلا
وینسنت مارتلا (انگلیسی: Vincent Martella؛ زادهٔ ۱۵ اکتبر ۱۹۹۲) یک خواننده، هنرپیشه، و صدا پیشه اهل ایالات متحده آمریکا است. وی از سال ۲۰۰۴ میلادی تاکنون مشغول فعالیت بوده‌است.